# 万瓦迪
万瓦迪（Vanvadi (Sadashivgad)），是印度马哈拉施特拉邦萨塔拉县的一个城镇。总人口3944（2001年）。

## 人口
该地2001年总人口3944人，其中男性2048人，女性1896人；0—6岁人口423人，其中男240人，女183人；识字率79.08%，其中男性为82.76%，女性为75.11%。